# 매너서스 갭 전투
매너서스 갭 전투(Battle of Manassas Gap 또는 Battle of Wapping Heights)는 1863년 7월 23일, 게티스버그 전역에서 패장이 된 로버트 E. 리의 남군 북버지니아군의 일부가 버지니아주 워런군에서 치른 전투다. 게티스버그 전역의 마지막 전투다.
윌리엄스포트에서 포토맥 강을 건넌 후, 리의 북버지니아군은 셰넌도어 계곡으로 철수했다. 조지 미드의 포토맥군도 블루리지산맥 동쪽에서 강을 건너 버지니아까지 리를 추격해왔다.
7월 23일 미드는 윌리엄 H. 프렌치 소장의 북군 3 군단에 프론트로얄에서 후퇴하는 남군의 종대를 차단하라는 명령을 내렸다. 처음에는 윌리엄 프렌치 장군은 고갯길로 들어가는 제임스 워커 준장의 남군 여단(리처드 앤더슨 소장 사단의 일부인 스톤월 여단)을 천천히 추격하고 있었다.
오후 4시 30분, 강력한 북군의 공격이 워커 여단을 강타했다. 로버트 E. 로즈 사단과 포병대를 증원받을 때까지 계속되었다. 어둠이 깃들 무렵, 북군이 공격을 멈췄다. 밤 동안에 남군은 루레이 계곡으로 철수했다. 7월 24일, 북군은 프론트로얄을 점령했지만, 리의 군대는 안전하게 추격권에서 벗어난 뒤였다.